# Jerzy Niemirycz
Jerzy Niemirycz (Niemierzyc) herbu Klamry (ur. w 1612 w Owruczu, zm. na przełomie lipca i sierpnia  lub we wrześniu 1659 w Świdowcu) – podkomorzy kijowski w latach 1641-1659, starosta owrucki w latach 1653-1659, kanclerz ruski (1658), ziemianin i polityk polski pochodzenia ruskiego, jeden z najbardziej wpływowych członków wspólnoty braci polskich w Rzeczypospolitej, współtwórca unii hadziackiej.

## Życiorys

### Polityk i działacz ariański
Był najstarszym synem Stefana (zm. 1630) i Marii z Wojnarowskich – bogatej szlachty z Podola, gorliwych wyznawców unitarianizmu. Podczas nauki w Akademii Rakowskiej, Niemirycz wyróżnił się uzdolnieniami matematycznymi i był jednym z ulubionych uczniów Stegmanna. W 1630 zaczął studiować w Lejdzie (Niderlandy), potem podróżował po Francji, Włoszech, Anglii i Szwajcarii.
Po powrocie do Polski w 1634 wziął udział w walkach przeciwko Rosji i Szwecji. W 1635 ożenił się z kalwinistką Elżbietą Słupecką. Od 1636 był sędzią trybunału koronnego oraz posłem na Sejm i wykorzystywał tę funkcję broniąc praw i wiary innowierców. W 1638 na próżno usiłował obronić w Sejmie Akademię Rakowską przed likwidacją.
Utrzymywał w swoich posiadłościach zbory braci polskich (w Czerniechowie, gdzie duchownymi byli: Piotr Stoiński (młodszy) (1610–1649) i Jerzy Ciachowski (1652–1661/62) i w Uszomirze). W Uszomirze ufundował ariańską szkołę, sprowadzał kolonistów ariańskich, skłonił Andrzeja Wiszowatego do podjęcia działalności misyjnej na Kijowszczyźnie.
Zgromadził ogromny majątek (14 miast i 50 wsi), co doprowadziło do konfliktów z krewnymi. W 1641 został podkomorzym kijowskim, z protekcji Stanisława Koniecpolskiego. W tym samym roku wytoczono mu proces w Trybunale Lubelskim za odmowę przysięgi na Trójcę Świętą podczas sesji sejmu grodzkiego kijowskiego w Żytomierzu. Proces ten jednak, odwlekany przez 4 lata, nie przyniósł końca jego kariery. Był jeszcze wielokrotnie pozywany. W 1646 r. ten sam Trybunał Lubelski nakazał mu zamknięcie wszystkich zborów ariańskich i wygnanie braci polskich z jego majątków oraz ukarał grzywną 10 000 złotych. Wyrok pozostał tylko na papierze wobec braku możliwości jego wykonania przez państwo.
Jako poseł na sejm konwokacyjny 1648 roku z województwa wołyńskiego był członkiem konfederacji generalnej zawiązanej 31 lipca 1648 roku.
Poseł sejmiku włodzimierskiego województwa kijowskiego na sejm 1650 roku, sejm nadzwyczajny 1652 roku, sejm 1653 roku, sejm nadzwyczajny 1654 roku, sejm zwyczajny 1655 roku.

### Kontrowersyjne działania
Niemirycz podczas potopu szwedzkiego zaczął popierać szwedzkich najeźdźców, widząc w nich obrońców wolności religijnej. Jego służba w armii szwedzkiej, akcja propagandowa wzywająca do popierania Szwedów oraz udział w przygotowaniu projektu rozbioru Polski w 1657 (traktat w Radnot) wyrobiły mu u większości polskiej szlachty opinię zdrajcy. Jego działania zaszkodziły też wspólnocie braci polskich, którzy również byli postrzegani jako zdrajcy. W 1656 roku król Jan Kazimierz przed zdobyciem Warszawy złożył przysięgę, że wypędzi wszystkich braci polskich z granic kraju.
W 1658 Niemirycz doprowadził do zawarcia i ratyfikacji unii hadziackiej (której tekst sam prawdopodobnie przygotował), a która w formie traktatu pomiędzy Rzecząpospolitą Obojga Narodów a wojskiem zaporoskim ustanawiała równorzędny podmiot prawny (państwo) Księstwo Ruskie na obszarze województw: kijowskiego, bracławskiego i czernihowskiego i przyznanie Cerkwi prawosławnej na tych terenach uprzywilejowanej pozycji.
Aby ułatwić realizację tego planu, Niemirycz formalnie przyjął prawosławie i wezwał braci polskich i innych protestantów, aby uczynili to samo. Tym razem został uznany za zdrajcę przez wszystkich innowierców – żaden nie poszedł za jego przykładem. Samuel Przypkowski ostro skrytykował jego postępowanie. Niemirycz zyskał opinię cynicznego karierowicza i krypto-arianina (tym bardziej, że nie zamknął zborów ariańskich).
Gdy zdawało się, że w 1659 osiągnął swoje cele (ratyfikowano unię hadziacką, a Niemirycz został kanclerzem ruskim), Jerzy Niemirycz zginął w potyczce z Kozakami podczas zainspirowanego przez Moskwę buntu ruskiego chłopstwa (tzw. czerni) dla obalenia postanowień unii hadziackiej. Śmierć Niemirycza została przyjęta z zadowoleniem przez braci polskich, którzy uznali ją za „karę boską” za odstępstwo od unitarianizmu.
W XX w., w czasach Ukraińskiej SRR, postać Niemirycza została przywołana przez ukraińskich działaczy narodowych, którzy uczynili z niego symbol niezrozumianego wizjonera, który chciał zachować niezależność Ukrainy od Rosji w przymierzu z Polską. Analogiczną ocenę Niemirycza – współtwórcy unii hadziackiej przedstawił Paweł Jasienica w książce Rzeczpospolita Obojga Narodów.